# École Privée Belge de Lubumbashi
L'École Privée Belge de Lubumbashi (EPBL) est une école internationale belge située à Lubumbashi, en République démocratique du Congo.

## Emplacement
Elle est située sur l'avenue Kashobwe, 13, non loin du lac Kipopo.

## Histoire
L'école belge a été créée en 1971. Elle suit le programme de la Fédération Wallonie-Bruxelles.